# Brendan Kenneally
Brendan Kenneally (* 1. April 1955 in Waterford, Irland) ist ein irischer Politiker der Fianna Fáil (FF).

## Leben
Brendan Kenneally stammt aus einer Politikerfamilie. Bereits sein Vater, Billy Kenneally, und sein Großvater, William Kenneally, waren Teachta Dála im Dáil Éireann. 
Kenneally trat 1989 erstmals zur Wahl für den Dáil Éireann an und konnte dabei für den Wahlkreis Waterford einen Sitz erringen. 
Am 13. Februar 1992 wurde er zum Staatsminister im Tourismusministerium unter Regierungschef Albert Reynolds ernannt. Mit dem Ende der Regierung Reynolds I schied er aus dem Amt aus.
Bei den Wahlen 2002 verlor er sein Mandat und versuchte noch erfolglos, über die Wirtschaftsliste in den Seanad Éireann einzuziehen. Er wurde dann von Taoiseach Bertie Ahern für den Seanad ernannt.
Als die Wahlen 2007 anstanden, konnte er den Sitz für den Dáil Éireann zurückerobern. Wegen erheblicher Ausgaben zulasten des Steuerzahlers wurde er 2011 nicht wieder gewählt. 2016 wurde sein Cousin des Kindesmissbrauchs überführt. Ihm wurde unterstellt, dass er schon frühzeitig davon wusste.